# Daniel Passarella
Daniel Alberto Passarella (* 25. květen 1953, Chacabuco) je argentinský fotbalista-obránce, trenér a fotbalový funkcionář.

## Život
V roce 1976 byl vyhlášen nejlepším fotbalistou Argentiny. Pelé ho roku 2004 zařadil mezi 125 nejlepších žijících fotbalistů. S argentinskou fotbalovou reprezentací se stal dvakrát mistrem světa, v roce 1978 a v roce 1986. Roku 1978 byl navíc kapitánem mistrovského mužstva. Hrál i na světovém šampionátu 1982. Na mistrovství světa 1998 vedl argentinský národní tým jako trenér, stejně tak na letních olympijských hrách roku 1996, kde získal stříbrnou medaili. Za reprezentaci odehrál 72 zápasů a vstřelil v nich 22 branek. Jako trenér ji vedl v letech 1994–1998. V letech 1999–2001 trénoval národní mužstvo Uruguaye. Šestkrát se stal mistrem Argentiny jako hráč, třikrát jako trenér. Roku 2009 se stal prezidentem klubu CA River Plate.